# Kleve (Steinburg)
Kleve - Kleev bi Itzhoe en baix alemany és un municipi de l'amt de Itzehoe-Land al districte de Steinburg a Slesvig-Holstein a Alemanya. El 31 de desembre de 2011 tenia 579 habitants sobre una superfície de 5,57 km².

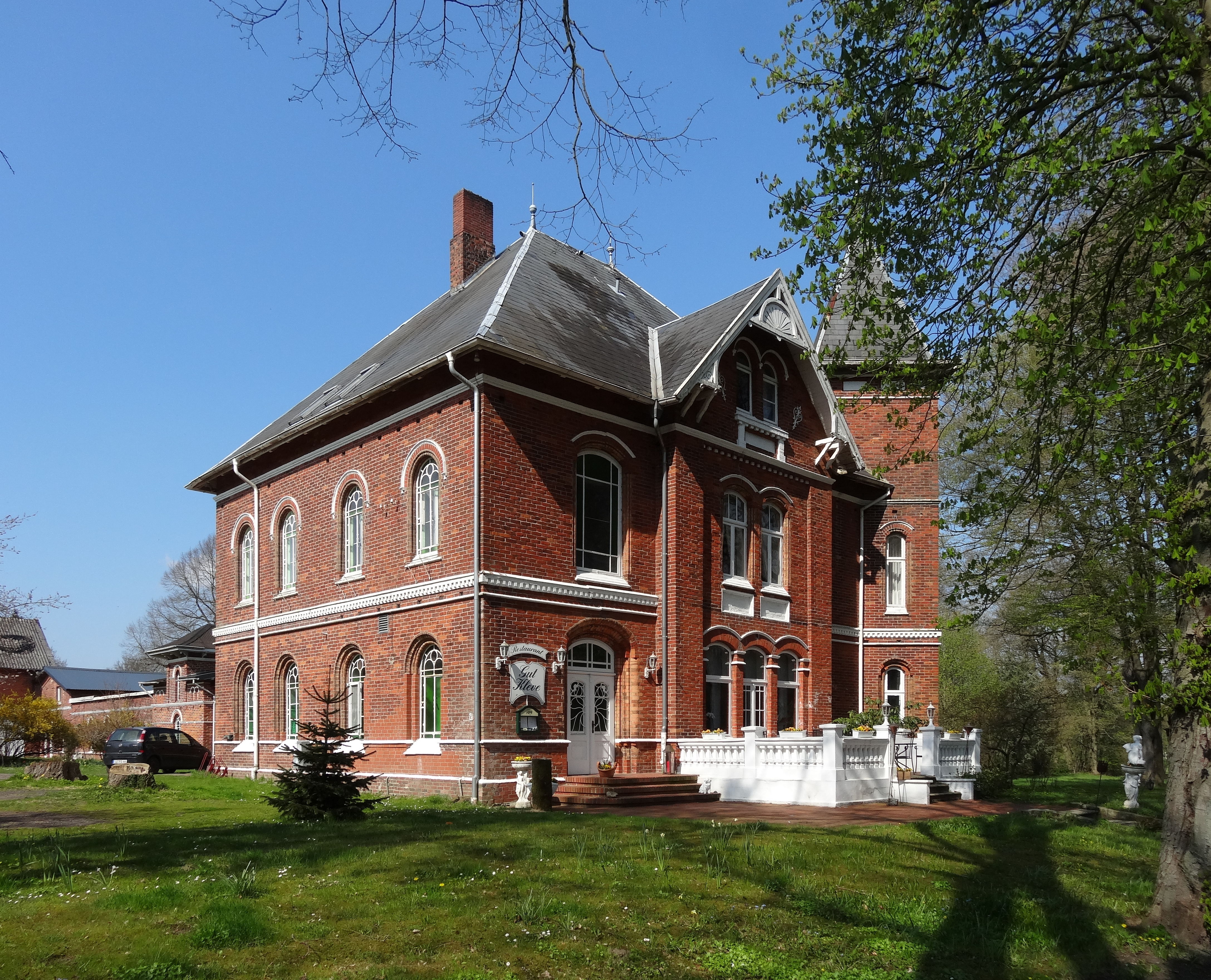
L'antiga masia del mas
Gut Kleve
actualment hotel

El poble es troba a la frontera maresme del Wilster i del geest més alt i sec, el que explica el seu nom: el baix alemany Kleef, (anglès cliff) o penya-segat preferit per a construir les masies en altitud, protegits de les aigües altes del Wilster i prop dels camps fèrtils als pòlders. Dos altres rius reguen Kleve: el Bekau i el Mühlenbach.
El primer esment escrit data del 1480. El municipi va crear-se a la reforma administrativa prussiana després de la Pau de Viena a la fi de la Guerra dels Ducats el 1864. Fins a l'inici del segle xix, unes masies a l'entorn de les finques de Kleve i de Krummendiek constituïen el poble. Es va construir una bòbila i fàbrica de ceràmica que explotava l'argila del maresme.
L'agricultura va quedar des de sempre l'activitat principal. Al petit polígon industrial es van establir unes empreses, lligat amb l'activitat principal: un taller de fusta, una empresa de maduixes i uns tallers per a màquines d'agricultura. L'antiga finca Gut Kleve va transformar-se en un hotel-restaurant. El 2011 una empresa il·legal de cultura d'haixix va ser desarticulat per la policia, un dels rars esdeveniments que va suscitar l'atenció de la premsa per aquest poble tranquil sense història.

## Llocs d'interès
- La Reserva natural Herrenmoor (213 ha). Després del drenatge del segle passat i el seu efecte desastrós tant per la desaparició de biòtops com per l'evacuació massa ràpida de l'aigua que facilita aigües altes extremes, va decidir-se de renaturalitzar la zona i tornar a pujar el nivell de l'aigua freàtica.[5]
- El senders de vianants, ciclistes i cavallers en un paisatge variat entre maresme i geest, bosc i camps